# إزلي لا موت (فيرمونت)
إزلي لا موت (بالإنجليزية: Isle La Motte)‏ هي بلدة تقع بولاية فيرمونت في الولايات المتحدة. تبلغ مساحتها 43.1 (كم²)، وترتفع عن سطح البحر 29 م، بلغ عدد سكانها 488 نسمة في عام 2000 حسب إحصاء مكتب تعداد الولايات المتحدة وتصل الكثافة السكانية فيها 23.7 نسمة/كم2.

## وصلات خارجية
- The US50 - Cities and Towns in Vermont State
- Vermont Cities and Towns, Facts, Map, Flag, Colleges, Government, and More